# بروس كينت
بروس كينت (بالإنجليزية: Leonard Kent)‏ هو دراج نيوزلندي، ولد في 23 أكتوبر 1928 في أوكلاند في نيوزيلندا، وتوفي في 9 مايو 1979 بسبب صعق كهربائي.

## وصلات خارجية
- بروس كينت على موقع اللجنة الأولمبية الدولية (الإنجليزية)
- بروس كينت على موقع أوليمبيديا (الإنجليزية)
- بروس كينت على موقع اللجنة الأولمبية النيوزيلندية (الإنجليزية)